# رؤساء وزراء مقدونيا الشمالية
رئيس وزراء مقدونيا الشمالية (بالمقدونية: Премиер на Северна Македонија)(بالألبانية: Kryeministri i Maqedonisë së Veriut)، رسميًا رئيس حكومة جمهورية مقدونيا الشمالية (بالمقدونية: Претседател на Владата на Република Северна Македонија)(بالألبانية: Kryetari i Qeverisë së Republikës së Maqedonisë së Veriut). رئيس الوزراء هو زعيم تحالف سياسي في البرلمان وزعيم مجلس الوزراء. رئيس الوزراء الحالي ديميتار كوفاتشيفسكي الذي تولى المنصب في 17 يناير 2022، بعد فوزه على زوران زائيف في الانتخابات المحلية لعام 2021.

## قائمة رؤساء الوزراء

### جمهورية مقدونيا الاشتراكية
| No.                    | الصورة                         | الاسم (الميلاد–الوفاة)        | فترة الحكم    | فترة الحكم    | الحزب السياسي                                             |
| ---------------------- | ------------------------------ | ----------------------------- | ------------- | ------------- | --------------------------------------------------------- |
| وزير مقدونيا 1945      |                                |                               |               |               |                                                           |
| 1                      |                                | إيمانويل تشوكوف (1901–1967)   | 7 مارس 1945   | 1945          | الحزب الشيوعي المقدوني                                    |
| رئيس الوزراء 1945–1953 |                                |                               |               |               |                                                           |
| 2                      |                                | لازار كوليشيفسكي (1914–2000)  | 16 أبريل 1945 | 1953          | الحزب الشيوعي المقدوني غير في عام 1952 عصبة شيوعي مقدونيا |
| 2                      | رؤساء المجلس التنفيذي1953–1991 |                               |               |               |                                                           |
| 2                      |                                | لازار كوليشيفسكي (1914–2000)  | 1953          | ديسمبر 1953   | عصبة شيوعي مقدونيا                                        |
| 3                      |                                | ليوبشو أرسوف (1910–1986)      | ديسمبر 1953   | 1961          | عصبة شيوعي مقدونيا                                        |
| 4                      |                                | ألكسندر جريليكوف (1923–1989)  | 1961          | 1965          | عصبة شيوعي مقدونيا                                        |
| 5                      |                                | نيكولا مينيف (1915–1997)      | 1965          | 1968          | عصبة شيوعي مقدونيا                                        |
| 6                      |                                | كسينتي بوجوف (1919–2008)      | 1968          | مارس 1974     | عصبة شيوعي مقدونيا                                        |
| 7                      |                                | بلاغوي بوبوف (1920–1992)      | مارس 1974     | 29 أبريل 1982 | عصبة شيوعي مقدونيا                                        |
| 8                      |                                | دراغولجوب ستافريف (1932–2003) | 29 أبريل 1982 | يونيو 1986    | عصبة شيوعي مقدونيا                                        |
| 9                      |                                | غليغوريج غوغوفسكي (1943–)     | يونيو 1986    | 27 يناير 1991 | عصبة شيوعي مقدونيا                                        |

### مقدونيا الشمالية
| #   | الصورة                       | الاسم (الميلاد-الوفاة)             | فترة الحكم     | فترة الحكم     | فترة الحكم        | الحزب                                                                        | الانتخابات          | رئيس الجمهورية (الفترة) | رئيس الجمهورية (الفترة)             |
| #   | الصورة                       | الاسم (الميلاد-الوفاة)             | استلم المنصب   | ترك المنصب     | المدة             | الحزب                                                                        | الانتخابات          | رئيس الجمهورية (الفترة) | رئيس الجمهورية (الفترة)             |
| --- | ---------------------------- | ---------------------------------- | -------------- | -------------- | ----------------- | ---------------------------------------------------------------------------- | ------------------- | ----------------------- | ----------------------------------- |
| 1   |                              | نيكولا كلجوسيف (1927-2008)         | 27 يناير 1991  | 17 أغسطس 1992  | 1 سنة و203 أيام   | مستقل                                                                        | 1990                |                         | كيرو غليغوروف (1995-1991)           |
| 2   |                              | برانكو كريفنكوفسكي (1962-)         | 17 أغسطس 1992  | 30 نوفمبر 1998 | 6 سنوات و105 أيام | الاتحاد الديمقراطي المشترك                                                   | 1994                |                         | كيرو غليغوروف (1995-1991)           |
| 2   | ستويان أندوف (1995)          | برانكو كريفنكوفسكي (1962-)         | 17 أغسطس 1992  | 30 نوفمبر 1998 | 6 سنوات و105 أيام | الاتحاد الديمقراطي المشترك                                                   | 1994                |                         |                                     |
| 2   | كيرو غليغوروف (1999-1995)    | برانكو كريفنكوفسكي (1962-)         | 17 أغسطس 1992  | 30 نوفمبر 1998 | 6 سنوات و105 أيام | الاتحاد الديمقراطي المشترك                                                   | 1994                |                         |                                     |
| 3   |                              | ليوبكو جورجيفسكي (1962-)           | 30 نوفمبر 1998 | 1 نوفمبر 2002  | 3 سنوات و336 أيام | منظمة الداخلية المقدونية الثورية - الحزب الديمقراطي للوحدة الوطنية المقدونية | 1998                |                         |                                     |
| 3   | سافو كليموفسكي (1999)        | ليوبكو جورجيفسكي (1962-)           | 30 نوفمبر 1998 | 1 نوفمبر 2002  | 3 سنوات و336 أيام | منظمة الداخلية المقدونية الثورية - الحزب الديمقراطي للوحدة الوطنية المقدونية | 1998                |                         |                                     |
| 3   | بوريس ترايكوفسكي (2004-1999) | ليوبكو جورجيفسكي (1962-)           | 30 نوفمبر 1998 | 1 نوفمبر 2002  | 3 سنوات و336 أيام | منظمة الداخلية المقدونية الثورية - الحزب الديمقراطي للوحدة الوطنية المقدونية | 1998                |                         |                                     |
| (2) |                              | برانكو كريفنكوفسكي (1962–)         | 1 نوفمبر 2002  | 12 مايو 2004   | 1 سنة و193 أيام   | الاتحاد الديمقراطي المشترك                                                   | 2002                |                         |                                     |
| (2) | ليوبكو يوردانوفسكي (2004)    | برانكو كريفنكوفسكي (1962–)         | 1 نوفمبر 2002  | 12 مايو 2004   | 1 سنة و193 أيام   | الاتحاد الديمقراطي المشترك                                                   | 2002                |                         |                                     |
| –   |                              | رادميلا شيكرينسكا (1972-) بالوكالة | 12 مايو 2004   | 2 يونيو 2004   | 21 أيام           | الاتحاد الديمقراطي المشترك                                                   | —                   |                         | برانكو كريفنكوفسكي (2009-2004)      |
| 4   |                              | هاري كوستوف (1959-)                | 2 يونيو 2004   | 18 نوفمبر 2004 | 169 أيام          | مستقل                                                                        | —                   |                         | برانكو كريفنكوفسكي (2009-2004)      |
| –   |                              | رادميلا شيكرينسكا (1972-) بالوكالة | 18 نوفمبر 2004 | 17 ديسمبر 2004 | 29 أيام           | الاتحاد الديمقراطي المشترك                                                   | —                   |                         | برانكو كريفنكوفسكي (2009-2004)      |
| 5   |                              | فلادو بوكوفسكي (1962-)             | 17 ديسمبر 2004 | 27 أغسطس 2006  | 1 سنة و253 أيام   | الاتحاد الديمقراطي المشترك                                                   | —                   |                         | برانكو كريفنكوفسكي (2009-2004)      |
| 6   |                              | نيكولا غرويفسكي (1970-)            | 27 أغسطس 2006  | 18 يناير 2016  | 9 سنوات و144 أيام | منظمة الداخلية المقدونية الثورية - الحزب الديمقراطي للوحدة الوطنية المقدونية | 2006 2008 2011 2014 |                         | برانكو كريفنكوفسكي (2009-2004)      |
| 6   | جورجي إيفانوف (2019-2009)    | نيكولا غرويفسكي (1970-)            | 27 أغسطس 2006  | 18 يناير 2016  | 9 سنوات و144 أيام | منظمة الداخلية المقدونية الثورية - الحزب الديمقراطي للوحدة الوطنية المقدونية | 2006 2008 2011 2014 |                         |                                     |
| 7   |                              | إميل ديميترييف (1979-)             | 18 يناير 2016  | 31 مايو 2017   | 1 سنة و133 أيام   | منظمة الداخلية المقدونية الثورية - الحزب الديمقراطي للوحدة الوطنية المقدونية | —                   |                         |                                     |
| 8   |                              | زوران زائيف (1974-)                | 31 مايو 2017   | 3 يناير 2020   | 2 سنوات و217 أيام | الاتحاد الديمقراطي المشترك                                                   | 2016                |                         |                                     |
| 9   |                              | أوليفر سباسوفسكي (1976-)           | 3 يناير 2020   | 31 أغسطس 2020  | 241 أيام          | الاتحاد الديمقراطي المشترك                                                   | —                   |                         | ستيفو بنداروفسكي (2019-)            |
| (8) |                              | زوران زائيف (1974-)                | 31 أغسطس 2020  | 16 يناير 2022  | 1 سنة و138 أيام   | الاتحاد الديمقراطي المشترك                                                   | 2020                |                         | ستيفو بنداروفسكي (2019-)            |
| 10  |                              | ديميتار كوفاتشيفسكي (1974-)        | 16 يناير 2022  | 28 يناير 2024  | 2 سنوات و12 أيام  | الاتحاد الديمقراطي المشترك                                                   |                     |                         | ستيفو بنداروفسكي (2019-)            |
| 11  |                              | طلعت جعفري (1974-)                 | 28 يناير 2024  | 23 يونيو 2024  | 147 أيام          | الاتحاد الديمقراطي للتكامل                                                   |                     |                         | ستيفو بنداروفسكي (2019-)            |
| 12  |                              | خريستيان ميكوسكي (-1977)           | 23 يونيو 2024  | في المنصب      | 1 سنة و32 أيام    | الاتحاد الديمقراطي المشترك                                                   | 2024                | 10                      | غوردانا سيلجانوفسكا دافكوفا (-1953) |